# بركة (مقاطعة ديواندرة)
بركة (بالفارسية: برکه) هي قرية تقع في منطقة مركزية ريفية في إيران. يقدر عدد سكانها بـ 97 نسمة بحسب إحصاء 2016.